# Málchika
Málchika (búlgaro: Ма̀лчика) es un pueblo de Bulgaria perteneciente al municipio de Levski de la provincia de Pleven.
Se ubica a orillas del río Osam sobre la carretera 303, unos 5 km al noroeste de la capital municipal Levski.
Tiene su origen en una localidad llamada "Longuene", cuya existencia se conoce ya en la Edad Media en la zona del actual pueblo. Tras las invasiones otomanas, el asentamiento original fue destruido, construyéndose junto al río Osam la localidad actual, originalmente llamada "Lazhene". El pueblo recibió su actual topónimo en 1950, en honor al apodo del líder comunista local Adalbert Antonov. La localidad fue habitada en la Edad Media por paulicianos y bogomilos, que con el tiempo se convirtieron al catolicismo; actualmente dos tercios de los habitantes del pueblo forman parte de la minoría católica del país y en la localidad se ubica el templo católico más antiguo de Bulgaria, construido bajo la dirección de arquitectos magiares entre 1851 y 1855.

## Demografía
En 2011 tenía 1407 habitantes, de los cuales el 95,59% eran étnicamente búlgaros.
En anteriores censos su población ha sido la siguiente:
| Gráfica de evolución demográfica de Málchika entre 1934 y 2011 |
|                                                                |